# Lonicera amoena
Lonicera amoena är en kaprifolväxtart som beskrevs av Zab. Lonicera amoena ingår i släktet tryar, och familjen kaprifolväxter. Inga underarter finns listade i Catalogue of Life.